# 布列塔尼公爵阿蒂爾三世
阿蒂爾·德·里什蒙（法語： [aʁtyʁ də ʁiʃmɔ̃]，1393年8月24 – 1458年12月26日），曾短暫擔任布列塔尼公爵直到1458年逝世。他的著名事蹟主要來自於英法百年戰爭期間擔任軍事領袖的時期。雖然阿蒂爾曾短暫效忠英格蘭，但大多時候都是瓦盧瓦王朝的忠實支持者。他曾經和聖女貞德並肩作戰，並被任命為法蘭西王室統帥。他在任時期進行的軍事與行政改革成為百年戰爭中法蘭西最終擊敗英格蘭的關鍵因素。
他的姓氏里什蒙傳承自里士满伯爵這一英格蘭爵位，也為前任布列塔尼公爵所有，然而不曾被英格蘭王室承認。阿蒂爾的姪子，即前任布列塔尼公爵皮埃爾二世於1457年逝世，他因此在晚年繼承了布列塔尼公爵與蒙福尔伯爵兩個爵位。由於阿蒂爾膝下無子，他死後公國由另一名姪子弗朗索瓦二世繼承。

## 生平
阿蒂爾是蒙福爾家族的布列塔尼公爵讓五世（前任公爵讓四世不被英格蘭承認，因此部分史料中稱讓五世為讓四世）與其第三任妻子納瓦拉的胡安娜的么子，出生於萨尔佐的蘇西尼奧城堡。其父死后，母亲改嫁英格兰国王亨利四世，遂成为英格兰王后、王太后。
阿蒂爾名義上繼承了英格蘭的里什蒙伯爵，該領地在過去依慣例授予布列塔尼公爵。然而在布列塔尼爵位繼承戰爭後，原先親英的讓五世在戰後向法蘭西王國倒戈，使得英格蘭在讓五世死後拒絕承認其子嗣的繼承權，不過其家族仍持續掛名為里什蒙伯爵。該爵位在1414年由貝德福德公爵實質繼承。
阿蒂爾是百年戰爭後期法蘭西宮廷中的重要人物。在阿瑪尼亞克與勃艮地內戰中，他支持阿馬尼亞克派，服務於王太子吉耶讷公爵路易旗下，兩人成為密友，阿蒂爾在路易死後更和他的妻子再婚。他藉由在宮廷中的地位獲得聖安托萬城堡（後來的巴士底監獄）長官、內穆爾公國總管等職位，並將帕爾特奈封爵領土收歸己有。阿蒂爾在知名的阿金庫爾戰役中參戰，他在戰鬥中受傷並被俘虜，其母为他求情未果，因而与继子亨利五世关系恶化。英格蘭在1420年釋放他，讓他去說服哥哥讓六世簽署特魯瓦條約。1422年英格蘭封他為图赖讷公爵，但是拒絕給他高階指揮權。阿蒂爾因此重新和法蘭西王室結盟，於1425年被任命為法蘭西王室統帥。
阿蒂爾授命去說服哥哥和王太子查理簽署索米爾條約，他想到辦法卻缺乏能力執行，而使其兄讓六世在1427年9月和英格蘭談和。他的頑固和壞脾氣導致他被驅逐出宮廷，結果由他親自引薦給王太子的喬治·德·拉·特雷穆瓦耶在接下來6年間上位掌權，這段時間阿蒂爾處心積慮想推翻他。

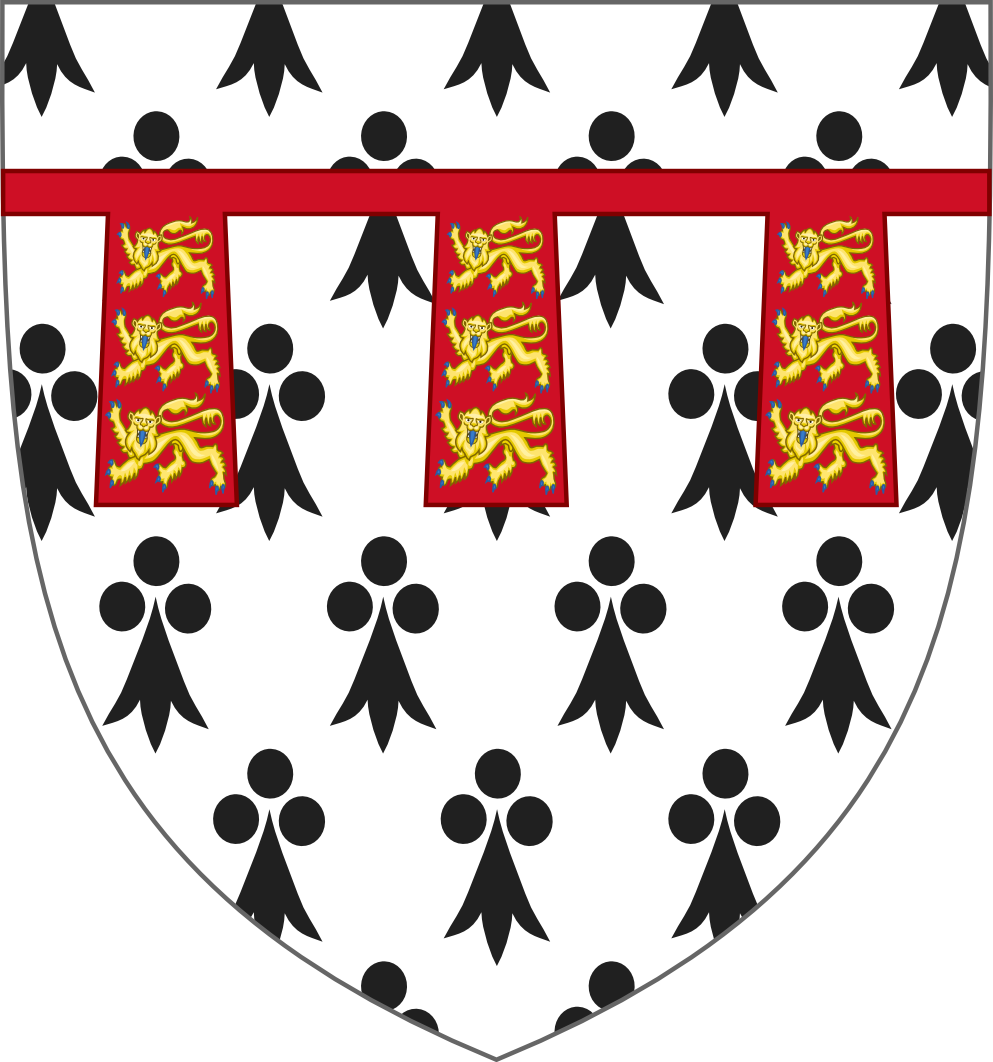
阿蒂爾三世的徽章

身為法蘭西王室統帥，阿蒂爾在1429年6月18日和聖女貞德並肩於帕提戰役中奪勝。1432年，由於此時布列塔尼公國和英格蘭王國同盟，阿蒂爾被迫跟隨其兄參與普昂塞圍城戰，和英軍一起抵抗法軍。英格蘭攝政王貝德福德公爵想利用里什蒙和拉·特雷穆瓦耶的嫌隙，承諾給他拉·特雷穆瓦耶在普瓦圖領地以說服他倒戈。阿蒂爾的確想要這塊領地，但是英格蘭並未控制普瓦圖，他選擇保守行事，不用過激的手段奪取。1432年3月5日，查理七世和阿蒂爾及布列塔尼公國簽訂雷恩條約，隔年6月拉·特雷穆瓦耶失勢，阿蒂爾這才回歸法蘭西對抗英軍，同時積極地處置名為「鞭屍者」（écorcheurs）的強盜集團。
1435年，阿蒂爾回歸他在法蘭西宮廷的地位，並協助查理七世和好人菲利普簽訂阿拉斯條約，這個條約終結了法蘭西王國與勃艮第公國之間的戰爭，導致英格蘭王國失去重要盟友而節節敗退。1444年5月，英法簽訂圖爾條約休戰，給了阿蒂爾喘息時間為法軍進行改革，他成立「王法軍團」（ compagnies d'ordonnance）並將民兵整編為「法蘭克弓兵團」（francs archers），對後續的戰爭影響顯著。
1449年9月到10月間，他和姪子布列塔尼公爵皮埃爾二世聯手收復科唐坦半島。1450年4月15日，阿蒂爾指揮法軍在福爾米尼戰役大敗英軍，為法蘭西王國收復整個诺曼底地区，使百年戰爭進入尾聲。接下來的6到7年間，他負責守護諾曼第不讓英格蘭入侵。1457年9月22日，皮埃爾二世逝世，阿蒂爾繼承布列塔尼公爵。他雖然繼續擔任法蘭西王室統帥，但他延續祖先的傳統，不讓布列塔尼公國向法蘭西俯首稱臣。阿蒂爾僅統治布列塔尼公國一年多，便在1458年12月26日逝世。

### 家庭
阿蒂爾有三任妻子：
1. 讷韦尔的玛格丽特（英语：Margaret of Nevers），勃艮第公爵無畏的約翰之女[4]，已逝王太子路易的未亡人。1423年10月10日於第戎成婚，1441年去世。
2. 阿爾貝的讓娜，德勒伯爵夏爾二世（英语：Charles II of Albret）之女。1442年8月29日前後於內拉克成婚，1444年去世。
3. 盧森堡-聖波勒的凱瑟琳（英语：Catherine of Luxembourg-Saint-Pol），聖波伯爵皮埃爾（英语：Peter I, Count of Saint-Pol）之女。1445年7月2日成婚，1492年去世。

另外阿蒂爾有一名私生女賈桂林，在1443年得到承認。

## 繼承人
阿蒂爾死後沒有留下子嗣，布列塔尼公爵由姪子弗朗索瓦二世繼承。

## 大眾文化
- 阿蒂爾是光榮出品的電玩遊戲《長劍風暴：百年戰爭》（ブレイドストーム -百年戦争-）中的登場人物之一。
- 春日御影所作的日本輕小說作品《尤利西斯 貞德與鍊金騎士》中的登場角色里什蒙，即是參照阿蒂爾為原型人物。
- 電玩遊戲《世紀帝國II：帝王世紀》中的聖女貞德戰役以英雄單位出場，台灣中文版音譯為康斯塔伯理察蒙(Constable Richemont)。

## 外部連結
- . （原始内容存档于6 March 2016）.

| 布列塔尼公爵阿蒂爾三世 蒙福爾家族德勒家族的分支出生于：1393年8月24日逝世於：1458年12月26日 | 布列塔尼公爵阿蒂爾三世 蒙福爾家族德勒家族的分支出生于：1393年8月24日逝世於：1458年12月26日 | 布列塔尼公爵阿蒂爾三世 蒙福爾家族德勒家族的分支出生于：1393年8月24日逝世於：1458年12月26日 |
| 統治者頭銜                                                                                 | 統治者頭銜                                                                                 | 統治者頭銜                                                                                 |
| ------------------------------------------------------------------------------------------ | ------------------------------------------------------------------------------------------ | ------------------------------------------------------------------------------------------ |
| 前任者： 皮埃爾二世                                                                        | 布列塔尼公爵 1457年–1458年                                                                 | 繼任者： 弗朗索瓦二世                                                                      |
| 官衔                                                                                       |                                                                                            |                                                                                            |
| 前任者： 洛林公爵 布肯伯爵                                                                 | 法蘭西王室統帥 1425年–1450年                                                               | 繼任者： 索爾茲伯利伯爵                                                                    |